# 2. moška državna rokometna liga
2. moška državna rokometna liga (kratica 2. DRL) je rokometno klubsko tekmovanje, ki deluje pod okriljem Slovenske rokometne zveze. To je slovenska tretja rokometna liga v kateri sodeluje 9 ekip.

## Pravila
Deluje na principu dvokrožnega ligaškega tekmovanja (vsaka ekipa igra z vsako, enkrat doma drugič v gosteh). Prvi dve ekipi se uvrstita v 1. B moško državno rokometno ligo.

## Moštva lige sezone 2015/16:
- RK Damahaus Cerklje
- RK Velika Nedelja Carrera Optyl
- RD Rudar Trbovlje
- RD Jadran 2009 Hrpelje-Kozina
- RK Pomurje
- RK Arcont Radgona
- RK Radovljica
- RK Ajdovščina
- RK Metlika